# Zploštění
Zploštění je odchylka rotačního elipsoidu od kulového tvaru zmenšením poloměru ve směru osy rotace vzhledem k poloměru v rovině rovníku.
Matematicky lze zploštění vyjádřit vztahem:
{\displaystyle f={\frac {a-b}{a}}=1-{\frac {b}{a}}}
kde a je poloměr v rovníkové rovině a b je polární poloměr.
Zploštění planet nebo jiných vesmírných těles je důsledkem jejich rotace. Míra zploštění vesmírného tělesa závisí na vztahu přitažlivosti tělesa a odstředivé síly. Zploštění je ovlivněno velikostí a hustotou tělesa, jeho elasticitou a rychlostí jeho rotace.
Zploštění Země (referenční elipsoid) činí zhruba 1/300.